# 韦马尔卡佩勒
韦马尔卡佩勒（法語：Wemaers-Cappel）是法国北部-加来海峡大区诺尔省的一个市镇，属于敦刻尔克区卡塞勒县。该市镇2009年时的人口为252人。

## 人口
韦马尔卡佩勒人口变化图示
| 数据来源：INSEE |